# Moon Records
Moon Records— музичний лейбл і видавець. Заснований в Україні 1997 року продюсером Андрієм Пасічником. Мав представництва в Німеччині та Росії.
Компанія видає, продюсує та поширює альбоми українських і закордонних представників поп, рок, реп, хіп-хоп і електронної музики. 

## Співпраця
У каталозі компанії представлені альбоми таких гуртів та виконавців як: 
- TARABAROVA
- daKooka
- Dan Balan
- Тимур Родрігез
- Віктор Павлік
- Бумбокс
- Скрябін [1]
- Green Grey
- Оля Полякова
- Діля
- Пающие трусы
- Серьога
- ТІК
- Ріаnобой
- Андріана
- Vivienne Mort
- O.Torvald
- Robots Don't Cry
- Гарячий шоколад (у співпраці з Дмитром Клімашенком [2]
- Вхід у Змінному Взутті
- Анастасія Приходько
- Віталій Козловський
- Лавіка
- Арсен Мірзоян
- Тоня Матвієнко
- Наталія Валевська
- Марія Бурмака
- Kishe
- Ані Лорак
- Дмитро Коляденко
- Еріка
- Нумер 482
- Вихід У Місто
- Сергій Кузін
- OKS
- Соня Сотник
- Riffmaster
- Stoned Jesus,
- Юрій Здоренко
- Євген Рогачевський (гітарист ВВ), та інших.

## Каталог
Дистриб'юторський каталог компанії налічує понад п'ять тисяч альбомів. Каталог містить у собі альбоми та дискографії таких виконавців: Океан Ельзи, Тимур Родрігез, Джамала, ТНМК, Ані Лорак, Серьога, Бумбокс, Наталя Могилевська, Alex Luna, Друга Ріка, Green Grey, Тартак, Світлана Лобода, Анастасія Приходько, Quest Pistols, Борщ, Мотор'ролла, НеДіля, The Maneken, Larson, Бангі Хеп, Мері, Tomato Jaws та інших.

## Історія
Компанія за короткий час стала основним видавцем ліцензійної продукції в Україні. У перші роки діяльності Moon Records спеціалізувався на виданні альтернативної та неформатної музики, включаючи найрізноманітніші стилі — від «гангста» репу до важкого металу.
Швидко отримавши лідерство у своєму напрямку, компанія стала розширювати стилістичні рамки своїх релізів і почала активно працювати у самих різних жанрах сучасної комерційної та неформальної музичної індустрії. Перша й одна з найвідоміших звукозаписувальних та видавничих лейблів України, компанія Moon Records отримала визнання і завоювала авторитет, як у вітчизняному шоубізнесі, так і закордоном.
З середини 2002 року компанія набуває статусу офіційного представника в Україні російської музичної компанії «Мистерия звука». Партнерами компанії є також Gala Records, Universal Music, СОЮЗ (концерн), CD Land, Монолит, Квадро-диск, Irond Records, 100PRO та інші.
Moon Records має представництва в Німеччині, Росії, у Чехії працює підрозділ компанії Moon Vynil.

## Розслідування
2021 року мати Андрія Кузьменка Ольга Кузьменко звинуватила генерального продюсера Moon Records Андрія Пасічника у розкраданні прибутку з авторських прав Андрія Кузьменка.
У грудні 2024 року слідчі національної поліції оголосили підозру директору лейблу Тетяна Корчемасі. За даними слідства, Корчемаха ошукала спадкоємців музиканта Андрія Кузьменка на 1,5 млн грн. Дружина артиста Світлана Бабійчук, що успадкувала права на творчість Кузменька, створила компанію для управління правами, й надала ліцензію відтворення всіх пісень лейблу Moon Records. Угода передбачала, що 70% доходу мала отримувати Бабійчук, але розрахунок винагороди не відповідав реальним даним. Щоб зменшити виплати, лейбл уклав угоду з чеським дистрибʼютором, що був дочірньою компанією лейбла і не мав брати жодних відсотків із прибутку. Натомість, закордонна компанія забирала до 85% прибутку, занижуючи реальну кількість прослуховувань на стримінгах.
За даними незалежної експертизи, роялті протягом 2017-2019 років мало принести Бабійчук щонайменше 1,5 млн грн прибутку. Директору лейблу було вручено підозру за шахрайство у великих розмірах (ч. 4 ст. 190 ККУ), отримала генеральний директор Moon Records.

## Напрямки діяльності
- гуртовий продаж механічних носіїв CD, DVD, VINYL / LP. Відеоконтент включає музику і відеокліпи, концертні знімання, художнє і документальне кіно. Видання та дистрибуція вінілових платівок здійснюється за допомогою зареєстрованої в Чехії компанії MOON VINYL s.r.o.
- роздрібна торгівля механічними носіями й цифровим медіаконтентом у фірмовому інтернет-магазині[6]
- розміщення і монетизація музичного контенту на найбільших легальних сайтах
- контроль і збір винагороди за публічне виконання і трансляцію творів і фонограм. Припинення неправомірного використання прав і повний захист інтересів авторів і виконавців.
- промопідтримка релізів, що включає розміщення музичного контенту в теле- і радіоефірі; рекламне супроводження в етері радіостанцій, на плазмових екранах в громадських місцях (великі торгові центри, мережеві маркети, ресторани та інші), організація презентацій і автограф-сесій, розміщення інформації про релізах в друкованих ЗМІ, PR-підтримка діяльності артиста. Компанія щоквартально надає артистам звітність і здійснює регулярні виплати роялті.

## Нагороди
- 2011 — премія «Золоте перо» за вагомий внесок у розвиток вітчизняного шоубізнесу.[7]
- 2017 — «Срібна кнопка» YouTube